# ステアリングダンパー
ステアリングダンパー(英語:Steering Damper)とは、乗り物の操舵装置に発生する振動や、不安定な運動を減衰するために設計された制振装置である。

## オートバイ
自動車やオートバイをはじめとする、車輪の付いた輸送機器の操向輪には、何らかのきっかけで振動が発生する。多くの場合はすぐに収束するが、しばしばステアリング機構の固有振動数と一致して共振を起こす場合がある 。こうした現象はオートバイでは転倒や事故につながる恐れがあるため、好ましくない現象として扱われ、ふらつき(wobble)、シミー(shimmy)、ジャダー(judder)、英語圏では特にオートバイでの現象についてタンクスラッパー(tank-slapper)などと呼ばれる。
ステアリング機構の固有振動数は、ステアリング軸周りの慣性モーメントや車両の走行速度、キャスター角をはじめとするステアリングジオメトリなどに依存するが、今日の市販車の多くは、想定される速度域での共振が起こらないようにバランスをとって設計されている場合が多い。しかし、スーパースポーツに分類される車種やレース用の車両は、鋭敏な操舵特性のステアリングジオメトリで設計され、車両全体のバランスで共振を抑える代わりにステアリングダンパーを装備して振動を減衰している物もある。
また、ステアリングダンパーは、レース中などに頻繁に発生するウイリーで前輪が着地する際のキックバックを緩和するためにも用いられる。同様に、モトクロスなどのオフロードレースで路面の起伏から受けるキックバックや、ジャンプで着地する際のキックバックを緩和するのにも用いられる。
サイドカーにおいては、単車として設計されたオートバイに側車を取り付けると、ステアリングジオメトリーがサイドカーとしての利用に最適化されていないためにシミーが発生する場合があり、シミー現象の抑制にステアリングダンパーが有効であるとされている。
一方で、ステアリングダンパーはステアリング機構の動作に対して抵抗を付加する物であるから、極端な場合は低速走行時などで必要な素早いステアリング操作を妨げてしまう。エクストリームスポーツやドリフト、トライアルなど、素早く緻密なステアリングの操作を求められる競技では、工場出荷状態で装着されている場合でも取り外されることがある。

### 種類

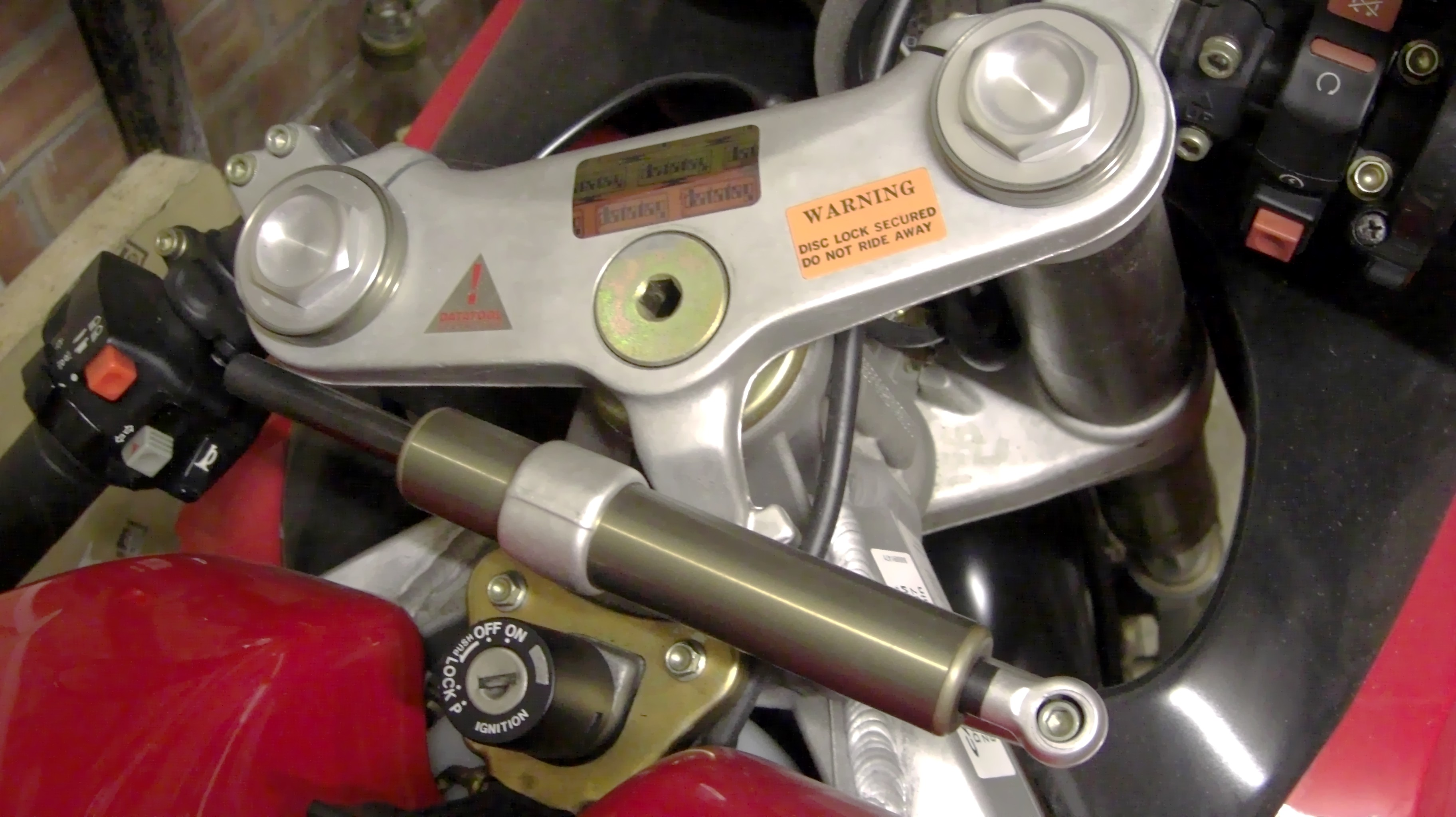
油圧式横リニアステアリングダンパー (中央手前)

多くのオートバイでは、ステアリングダンパーはトップブリッジ(en:Motorcycle_fork#Triple_tree)とフレームの間に取り付けられる。今日のステアリングダンパーには大きく分けて油圧式と摩擦式の二つの形式が存在する。
リニアダンパー
リニアダンパーは油圧式ステアリングダンパーの一種であり、ピストン式やシリンダー型とも呼ばれている。非圧縮性流体（オイル）が封入されたシリンダーの内部を小さなオイル流路が設けられたピストンがステアリングの動作に合わせてスライドし、オイルが流路を通過する際に発生する流体抵抗によって減衰力を得る。サスペンションのショックアブソーバーに用いられているシリンダーダンパーと同様の原理だが、ステアリングダンパーはピストンロッドがオイルシリンダーを貫通する構造をとっているものが多く、ダンパーの伸縮によって内部容積が変化しない。また、伸縮する速度がキャビテーションを発生させるほど速くないことから、オイルシリンダーの内部にガスを封入して加圧する必要がない。
フロントフォークの片側など、ステアリングの可動部分と車体フレームを結ぶように固定され、車体に対して縦方向もしくはハンドルバーと並行に配置される。比較的簡易な部品で固定することができるため汎用性が高く、多くのアフターマーケット部品でこの形式が採用される。
ロータリーダンパー
ロータリーダンパー形式は油圧式ステアリングダンパーの一種で、リニアダンパーのオイルシリンダーをドーナツ状の容器として、ピストンがステアリング軸の回転に合わせてドーナツ状容器の内部を移動して減衰力を得る。箱形のユニットとして、トップブリッジのステアリング軸上に固定されることが多い。
リニアダンパーと比較して機構をコンパクトにまとめられることが特徴で、可動部品の露出が小さく周辺部品との干渉などといった制約が少ない。近年のスーパースポーツで純正採用品として採用されているが、リニアダンパーに比べると固定部材（ブラケット）の汎用性は低い。
2004年、ホンダはスーパースポーツのホンダ・CBR1000RRにおいて、世界で初めて電子制御式ステアリングダンパーであるHESD(Honda Electric Steering Damper)を導入した。元々はレーサーのホンダ・RC211Vからの技術であり、車速に感応してエンジンコントロールユニットがロータリーダンパーの作動を制御して、低速時の取り回しの軽さと高速時の振動制御を両立させている。
フリクションダンパー
ステアリング軸締上げ型とも呼ばれる。振動制御に乾式摩擦を用いる形式で、ねじによってステアリングヨークの上下の三叉を緊縛することでステアリングの動作に対する摩擦抵抗を発生させて減衰する。古いオートバイには調整式のフリクションダンパーが装着される例が多く、こうした旧式のステアリングダンパーは油圧式ダンパーに変更される場合もあるが、アメリカにおいてはステアリングダンパーの変更には専門の技術者による施工と検査官による認証が必要であり、認証書類を車体に備え付けておく必要がある。

## 自動車での利用
ステアリングダンパーは四輪の自動車でも用いられる例がある。ジープをはじめとするオフロード車にはカムレバー方式のステアリングリンケージを採用するものも多く、路面の起伏によるハンドルへのキックバックが起こりやすかったため、リニアダンパー型のステアリングダンパーが純正装着されていた。この機構はライセンス生産品の三菱・ジープにおいても受け継がれた。また、今日でもジープ・チェロキーシリーズを始めとする多くのオフロード4WD車に、アフターマーケットパーツとして用意されている。
オートバイの場合と同様に、ステアリングダンパーの効果を強くしすぎると、素早いステアリング操作の妨げになる場合がある。

## 参考資料
- - 特許庁ホームページ【技術分類】22－4－3 自動二輪車サスペンション／エネルギー吸収装置／ステアリングダンパ